# Ullstämma

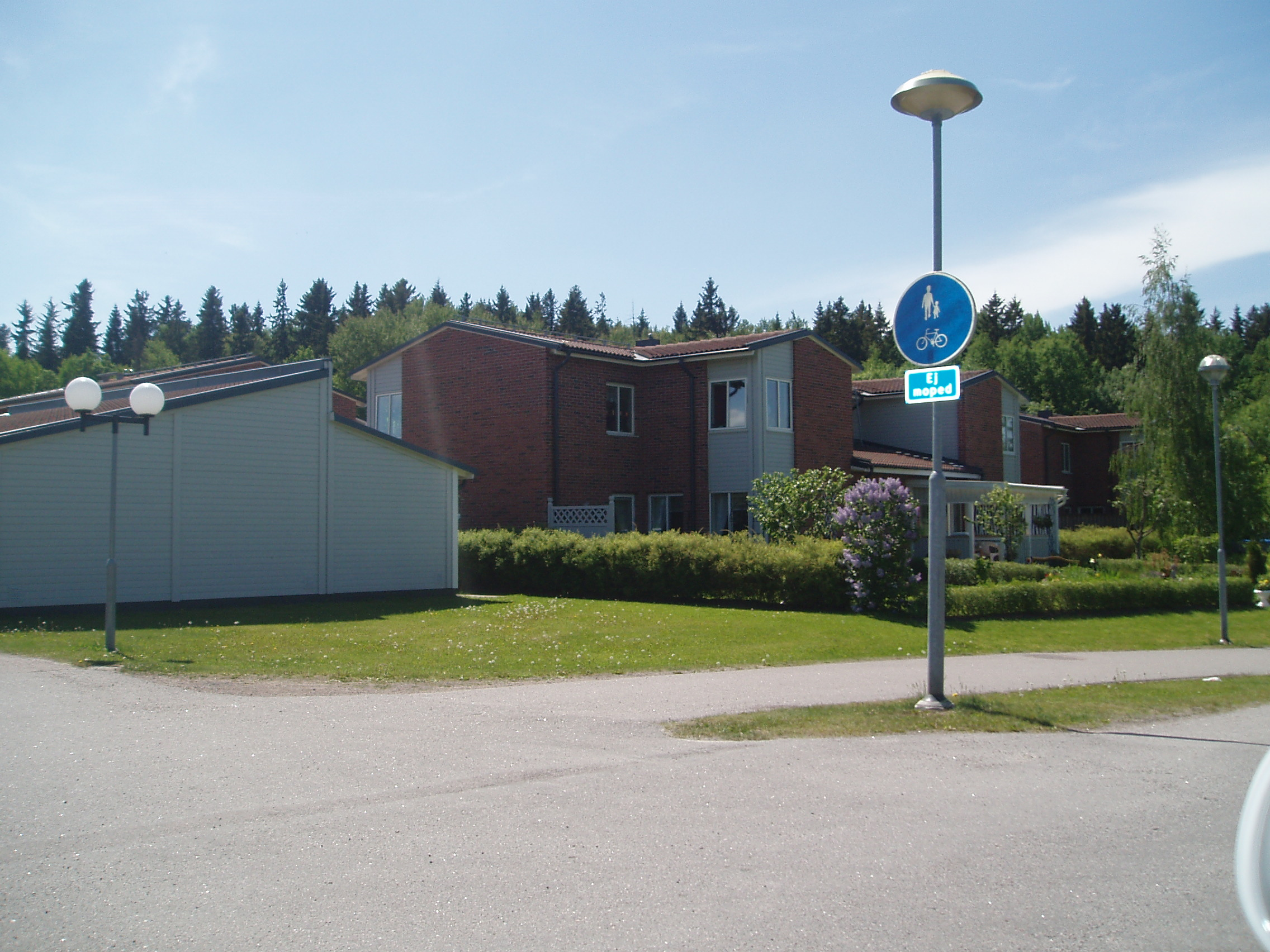
Hus i Ullstämma

Ullstämma är en stadsdel i södra Linköping, Linköpings kommun. 
Området byggdes ut främst under 1990-talet men en omfattande nybyggnation söder ut pågår sedan 2010 med främst blandade småhus på tidigare åkermark i kommunens ägor. I området finns även den gamla bebyggelsen i Ullstämma by, vilken även givit området sitt namn. Ullstämma (Vllastempnu) nämndes i skrift första gången 1317. Ytterligare bebyggelse är planerad söderut i detaljplanen för området. 
En större blomsteraffär, två livsmedelsaffärer, en bilverkstad, en antikaffär, en tandläkarmottagning och en gårdsbutik finns i området. En ny skola och två förskolor planeras, den första förskolan kommer att stå klar hösten 2012. Vidare finns även den nerlagda gamla Ullstämma skola i området och en ny större livsmedelsbutik är under uppförande (2012).  
Området angränsar till eklandskapet, Ullstämma naturreservat och brukad åkermarken. Tidigare fanns ett flertal stall med många hästar i hagar på ängsmarken men i och med den nya bebyggelsen så har några av stallen stängt och några privata hästägare slutat hålla djur och de kvarvarande hästarna är flyttade längre söderut och in i nystängslade hagar i skogen.
Ullstämma gränsar till stadsdelarna Hjulsbro, Ekholmen, och Vidingsjö.

## Namnet
Ortnamnet Ullstämma är av synnerligen dunkelt ursprung. Tolkningen försvåras av det faktum att namnet "Ullstämma" bärs av två från varandra självständiga orter i Uppland och Östergötland. Förslag på härledningar till förleden "Ull-" är bland annat att ordet kommer från det fornsvenska gudanamnet Uller. En annan förklaring är att ordet kommer från det fornsvenska ordet vælla (där inledande bokstav "v" försvunnit i fornöstnordiska), som betyder 'välla, bubbla upp, flöda, strömma'. Efterleden "-stämma" härleds antingen från fornsvenska stæmna med betydelsen 'mötesplats', eller från det fornsvenska ordet stæmma som betyder 'fördämning'. Dessa förklaringar skulle kunna innbära att ortnamnet antingen avser en form av forntida tingsplats där gudomen Ull stått i centrum, eller så avser ortnamnet de hydrografiska omständigheterna på platsen, i form av t.ex. en fördämning. Enligt en studie från 2007 är den mest sannolika förklaringen att det östergötländska Ullstämma-namnet avser en plats där man dämt i syfte att framkalla översvämningar, snarare än en sakral förklaring relaterad till gudanamnet Ull. Om denna förklaring stämmer är det sannolikt att även det uppländska Ullstämma har en liknande härledning.